# Мец

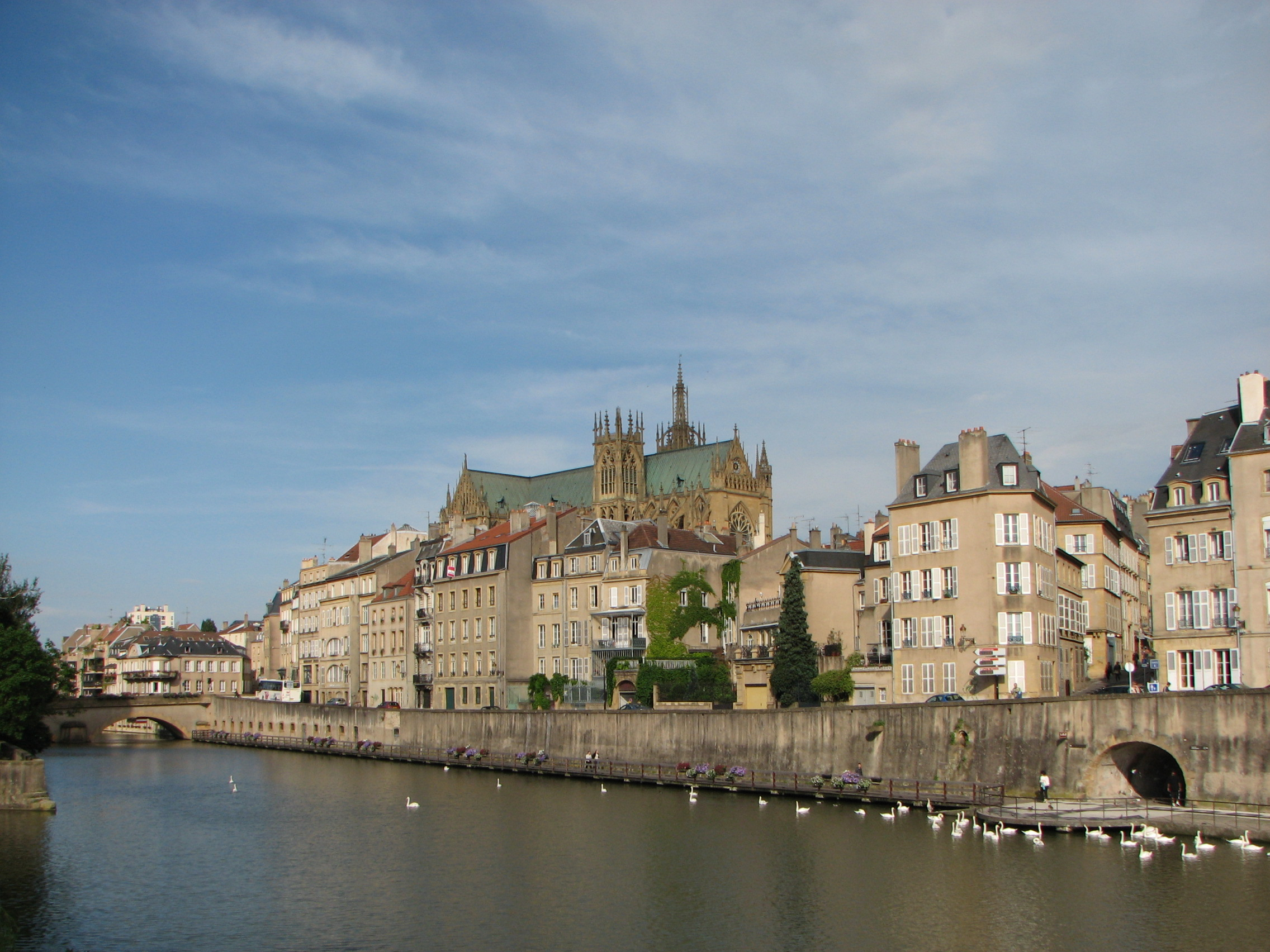

Мец (фр. Metz) — місто та муніципалітет у Франції, адміністративний центр регіону Лотарингія та департаменту Мозель. Населення — 121 695 осіб (2022).
Муніципалітет розташований на відстані близько 290 км на схід від Парижу.

## Історія
Поселення стародавніх людей біля Меца існували, за наявними даними, вже тисячі років до н. е. Незадовго до римської навали тут було головне поселення кельтського племені медіоматриків, які дали назву місту. У часи римського панування на цьому місці стояло місто Диводур (Divodurum). У 451 році місто захопив Аттіла. При розпаді Франкської імперії Мец став столицею володінь Лотаря.

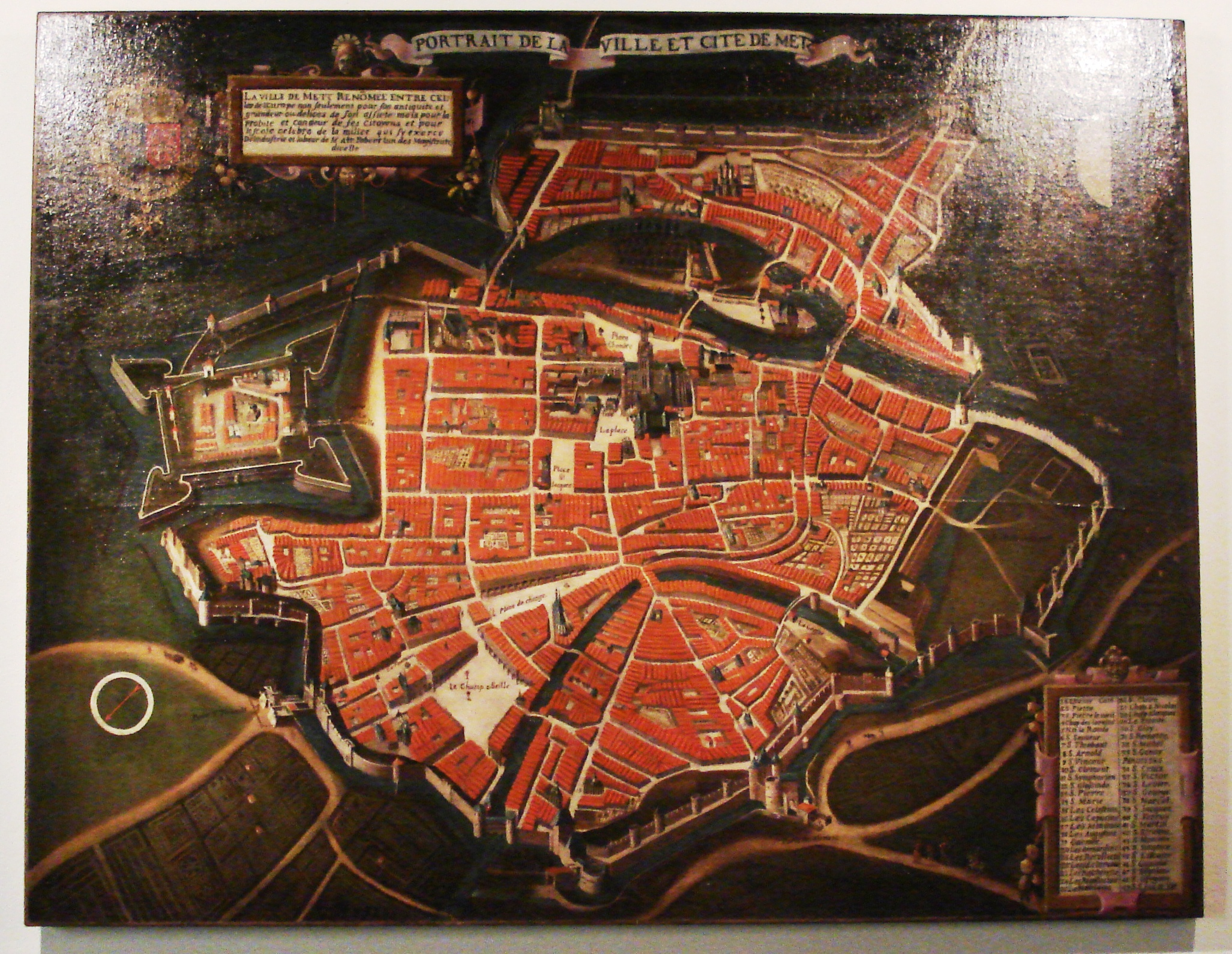
Мец у XVII столітті

Між 1180 і 1210 роками Мец процвітав як вільне імперське місто, потім став одним з трьох єпископств, що розділяли Францію та Німеччину. Автор міської хроніки XV століття Жан Обріон особисто брав участь у багатьох описаних ним подіях, зокрема війнах французів із бургундцями. Хоча більшість жителів міста підтримали Реформацію, французький король Генріх II Валуа зголосився бути їхнім покровителем і успішно обороняв місто від Габсбургів (1552). За підсумками Тридцятирічної війни всі три єпископії були офіційно закріплені за Францією. Під час франко-прусської війни чергова облога Меца німцями тривала 52 дні.
З 1871 до 1918 року та в 1940-1944 роках Мец входив до складу Німеччини. Місто традиційно мало потужні фортифікаційні споруди; Вобан свого часу писав королю, що «фортеці захищають провінції королівства, а Мец — державу загалом». Німецька адміністрація побажала знести укріплення та прокласти на їхньому місці бульвари та набережні. Зі старовинних укріплень вціліли лише грандіозні Ворота Німців. Свій нинішній вигляд старе місто та його спальні райони набули після Другої світової війни. Навіть сьогодні за архітектурою можна розрізнити «французький» та «німецький» Мец.
До 2015 року муніципалітет перебував у складі регіону Лотарингія. Від 1 січня 2016 року належить до нового об'єднаного регіону Гранд-Ест.

## Визначні пам'ятки
З пам'яток архітектури та культури Меца найбільшою популярністю користуються два середньовічні мости Небіжчиків, оперний театр середини XVIII століття та собор Святого Стефана, один із найширших і найвищих у Франції. У ньому можна споглядати вітражі не лише XIII—XIV ст., а й XX століття — роботи авангардистів Марка Шагала та Жака Війона.
Період німецького панування наклав свій відбиток на вигляд міста. На одному з острівців на Мозелі височіє велика лютеранська церква — Новий храм, освячений у 1904 році у присутності кайзера Вільгельма II. Його прообразом послужив романський Шпаєрський собор — усипальниця німецько-римських імператорів. Знахідки, виявлені під час розкопок давньоримських терм, експонуються у філії краєзнавчого музею. Також у місті збереглася базиліка Сен-П'єр-о-Ноннен, найдавніша з церков Лотарингії, що збереглися, а, можливо, і всієї Франції.
1971 року відкрився університет Меца, який зараз носить ім'я знаменитого уродженця міста — поета Поля Верлена. У 2010 році відкрився найбільший у Франції за межами Парижа виставково-музейний Центр Помпіду в Меці.

## Демографія
Динаміка населення (Cassini-EHESS і Insee 2009 ):
Розподіл населення за віком та статтю (2006):
| Стать | Всього | До 15 років | 15-24  | 25-44  | 45-64  | 65-85 | Понад 85 |
| --- | ------ | ----------- | ------ | ------ | ------ | ----- | -------- |
| Чоловіки | 60 350 | 10 694      | 11 599 | 18 697 | 13 270 | 5559  | 531      |
| Жінки | 64 076 | 9706        | 11 809 | 17 927 | 14 807 | 8363  | 1464     |
| \| Статево-вікова піраміда \| Статево-вікова піраміда \| Статево-вікова піраміда \| \| ----------------------- \| ----------------------- \| ----------------------- \| \| Чоловіки \| Вік \| Жінки \| \| 531 \| 85 + \| 1464 \| \| 802 \| 80-84 \| 1922 \| \| 1338 \| 75-79 \| 2042 \| \| 1568 \| 70-74 \| 2283 \| \| 1851 \| 65-69 \| 2116 \| \| 2271 \| 60-64 \| 2415 \| \| 3155 \| 55-59 \| 3718 \| \| 3973 \| 50-54 \| 4307 \| \| 3871 \| 45-49 \| 4367 \| \| 3712 \| 40-44 \| 4063 \| \| 4253 \| 35-39 \| 3890 \| \| 4924 \| 30-34 \| 4224 \| \| 5808 \| 25-29 \| 5750 \| \| 6891 \| 20-24 \| 7112 \| \| 4708 \| 15-20 \| 4697 \| \| 3720 \| 10-14 \| 3141 \| \| 3375 \| 5-9 \| 3024 \| \| 3599 \| 0-4 \| 3541 \| |        |             |        |        |        |       |          |
| Статево-вікова піраміда |        |             |        |        |        |       |          |
| Чоловіки | Вік    | Жінки       |        |        |        |       |          |
| 531 | 85 +   | 1464        |        |        |        |       |          |
| 802 | 80-84  | 1922        |        |        |        |       |          |
| 1338 | 75-79  | 2042        |        |        |        |       |          |
| 1568 | 70-74  | 2283        |        |        |        |       |          |
| 1851 | 65-69  | 2116        |        |        |        |       |          |
| 2271 | 60-64  | 2415        |        |        |        |       |          |
| 3155 | 55-59  | 3718        |        |        |        |       |          |
| 3973 | 50-54  | 4307        |        |        |        |       |          |
| 3871 | 45-49  | 4367        |        |        |        |       |          |
| 3712 | 40-44  | 4063        |        |        |        |       |          |
| 4253 | 35-39  | 3890        |        |        |        |       |          |
| 4924 | 30-34  | 4224        |        |        |        |       |          |
| 5808 | 25-29  | 5750        |        |        |        |       |          |
| 6891 | 20-24  | 7112        |        |        |        |       |          |
| 4708 | 15-20  | 4697        |        |        |        |       |          |
| 3720 | 10-14  | 3141        |        |        |        |       |          |
| 3375 | 5-9    | 3024        |        |        |        |       |          |
| 3599 | 0-4    | 3541        |        |        |        |       |          |

## Економіка
2010 року серед 84 867 осіб працездатного віку (15—64 років) 58 552 були активними, 26 315 — неактивними (показник активності 69,0%, у 1999 році було 66,2%). З 58 552 активних мешканців працювали 50 264 особи (26 165 чоловіків та 24 099 жінок), безробітними було 8288 (4316 чоловіків та 3972 жінки). Серед 26 315 неактивних 12 244 особи були учнями чи студентами, 5297 — пенсіонерами, 8774 були неактивними з інших причин.

У 2010 році в муніципалітеті числилось 52774 оподатковані домогосподарства, у яких проживали 108665,0 особи, медіана доходів виносила 17 243 євро на одного особоспоживача

## Спорт
У місті функціонує професійний футбольний клуб «Мец»

## Галерея зображень

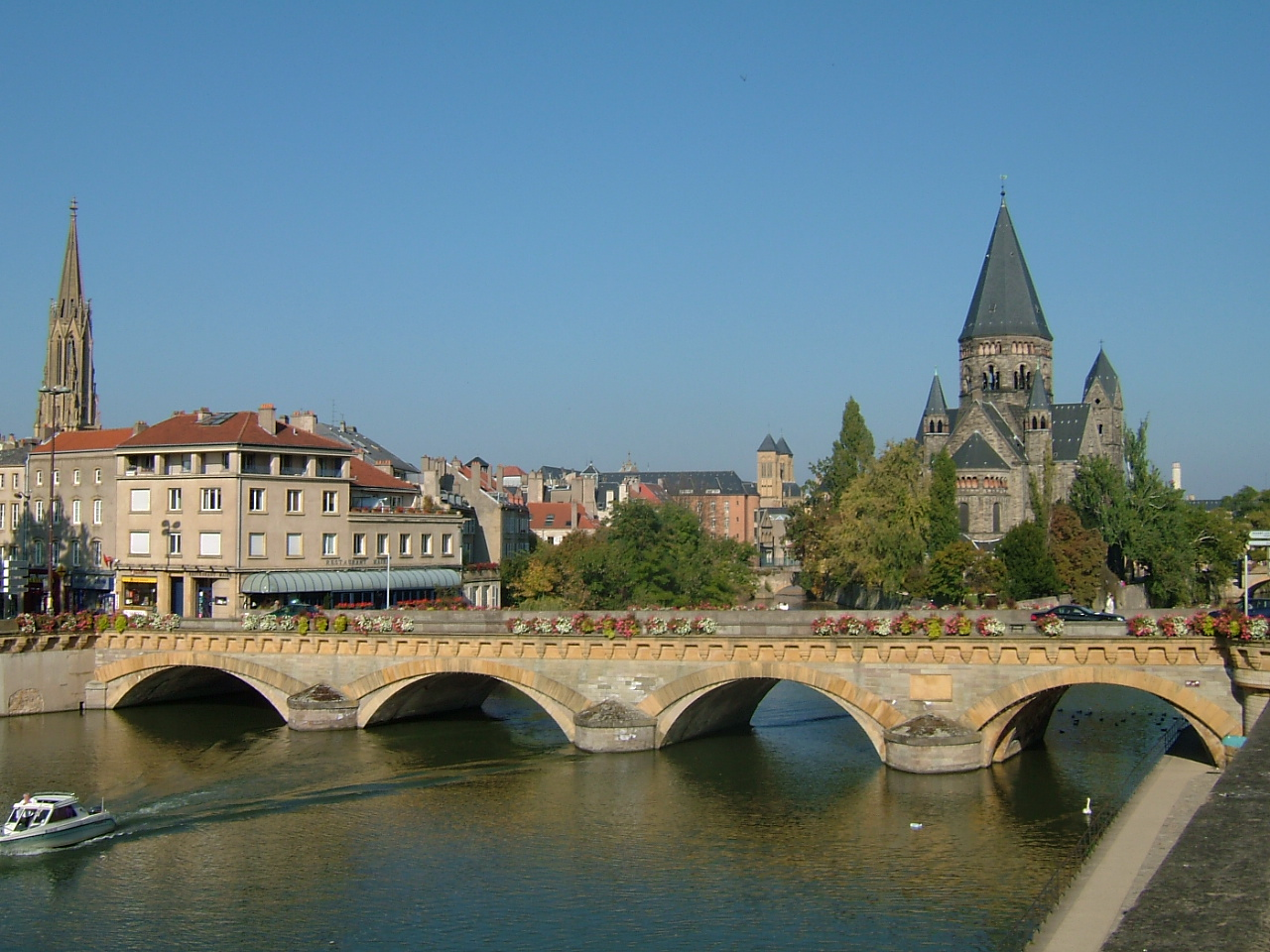
Середній міст через річку Мозель.
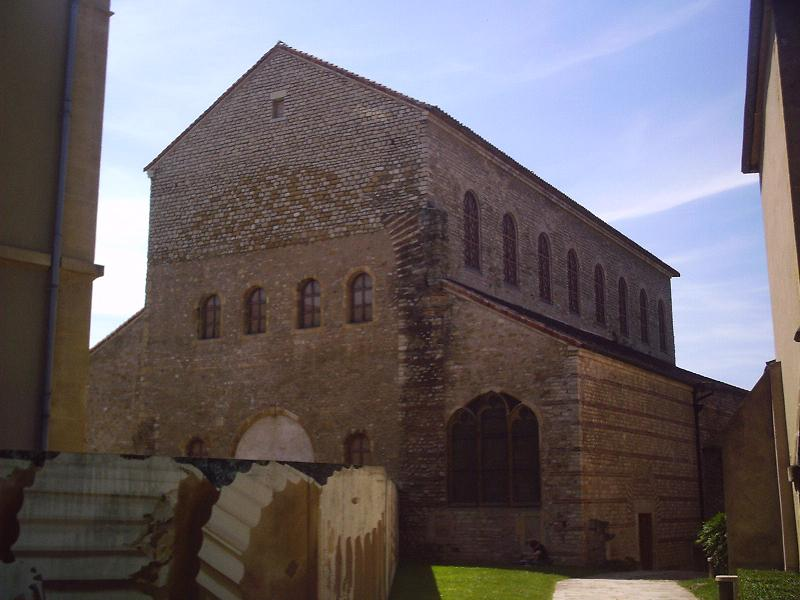
церква Сен-П'єр-о-Ноннен (380 р.) — найдавніша церква Франції.
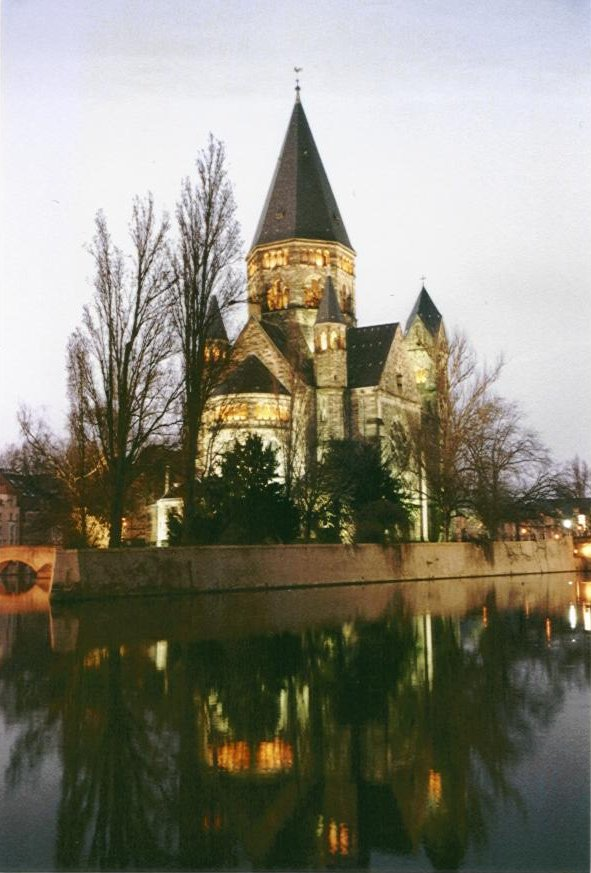
церква Тампль Неф (1901 р.).
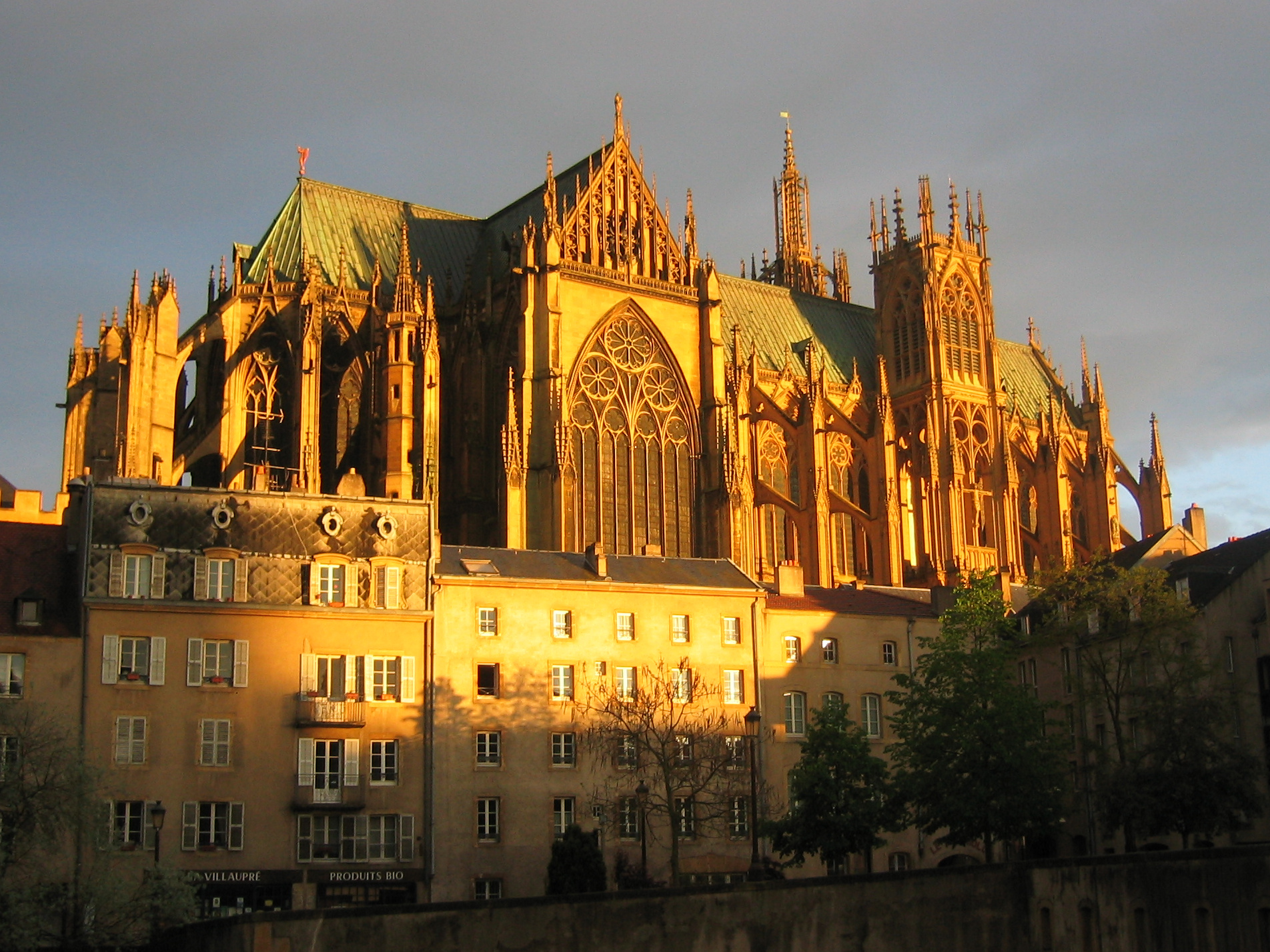
Собор Сент-Етьєн (XIII ст.), з фресками Марка Шагала.
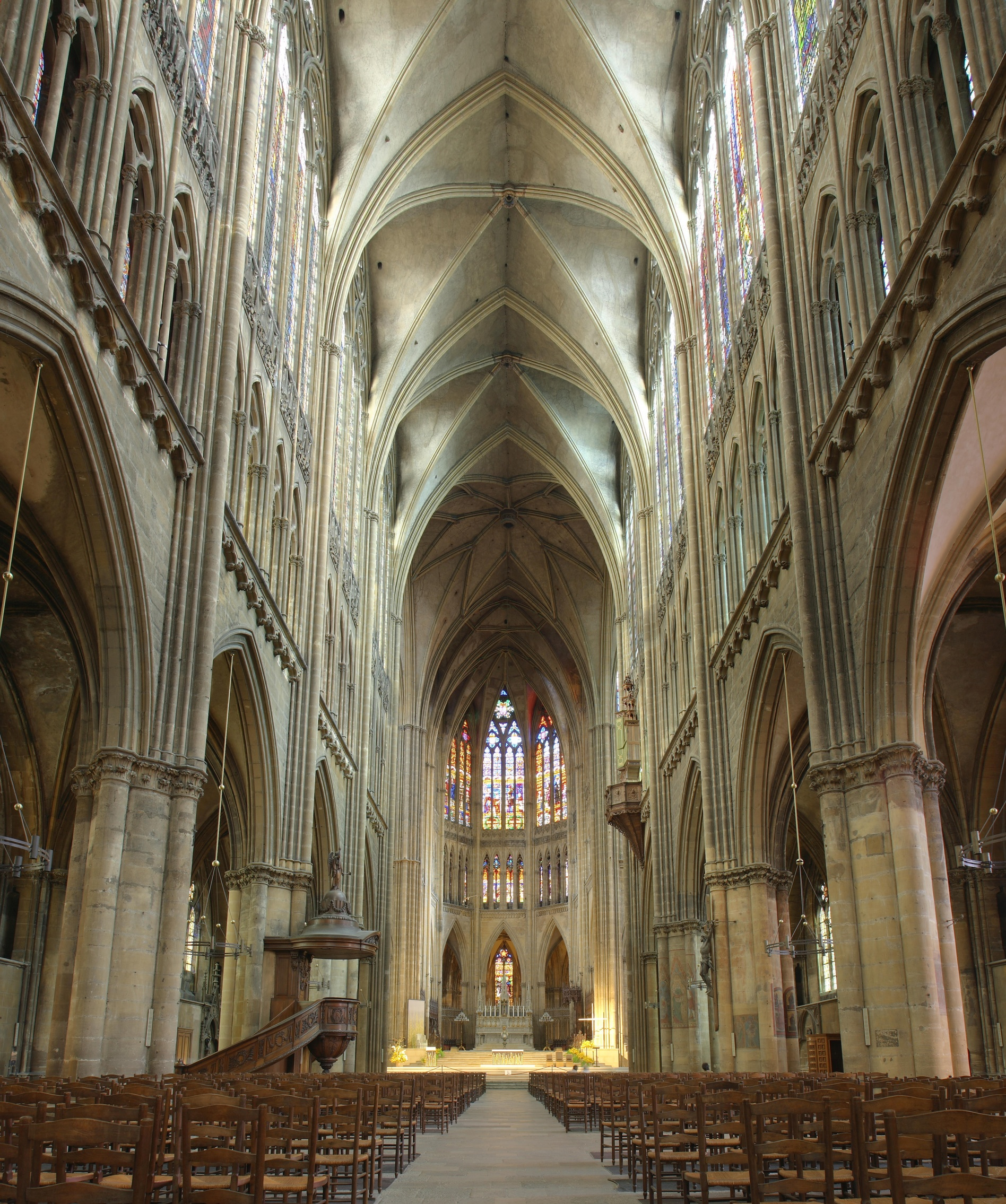
Собор Сент-Етьєн (інтер'єр)
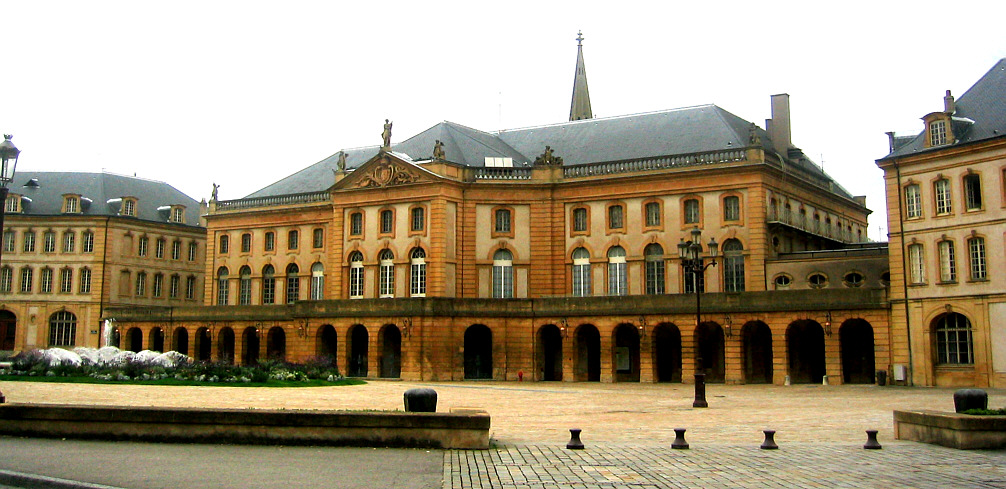
Оперний театр (1738-1753), Плас де ла Комеді
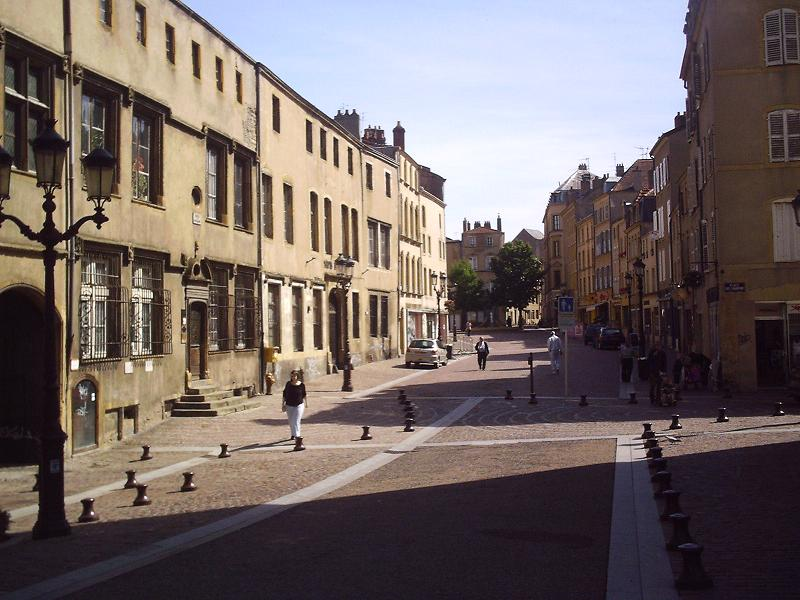
Площа Плас де Шаррон.
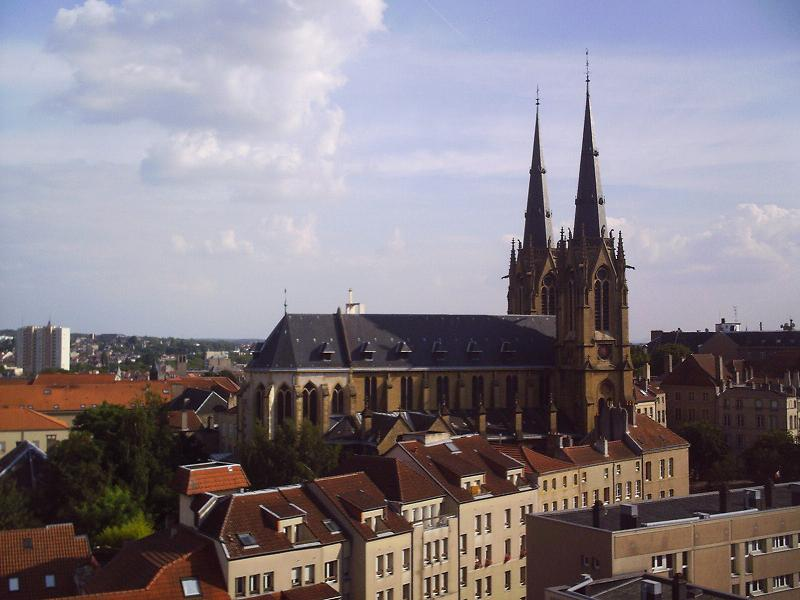
церква Сент-Сеґолен (XIII та XIX ст.)
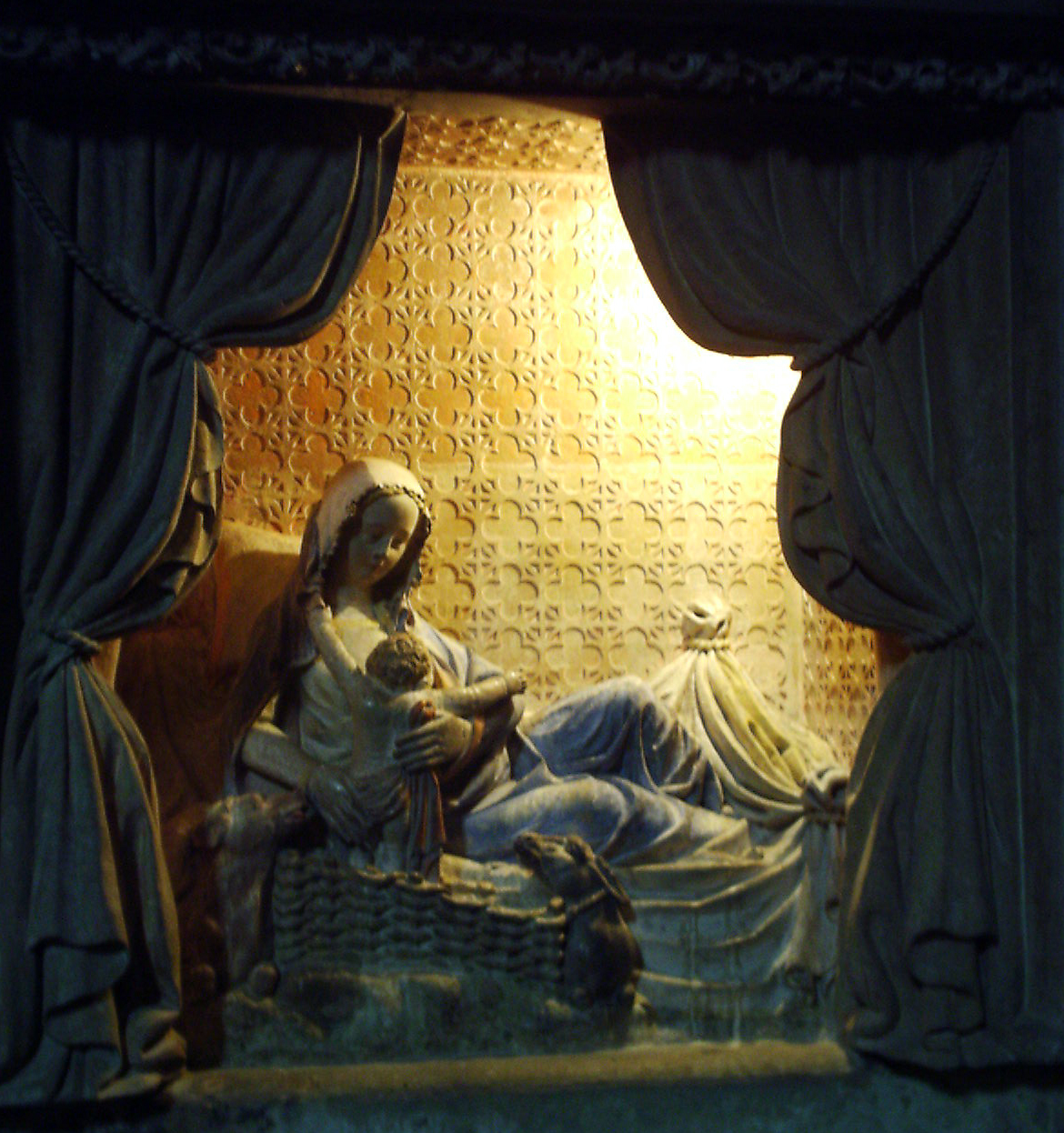
церква Сен-Мартен-де-Мес
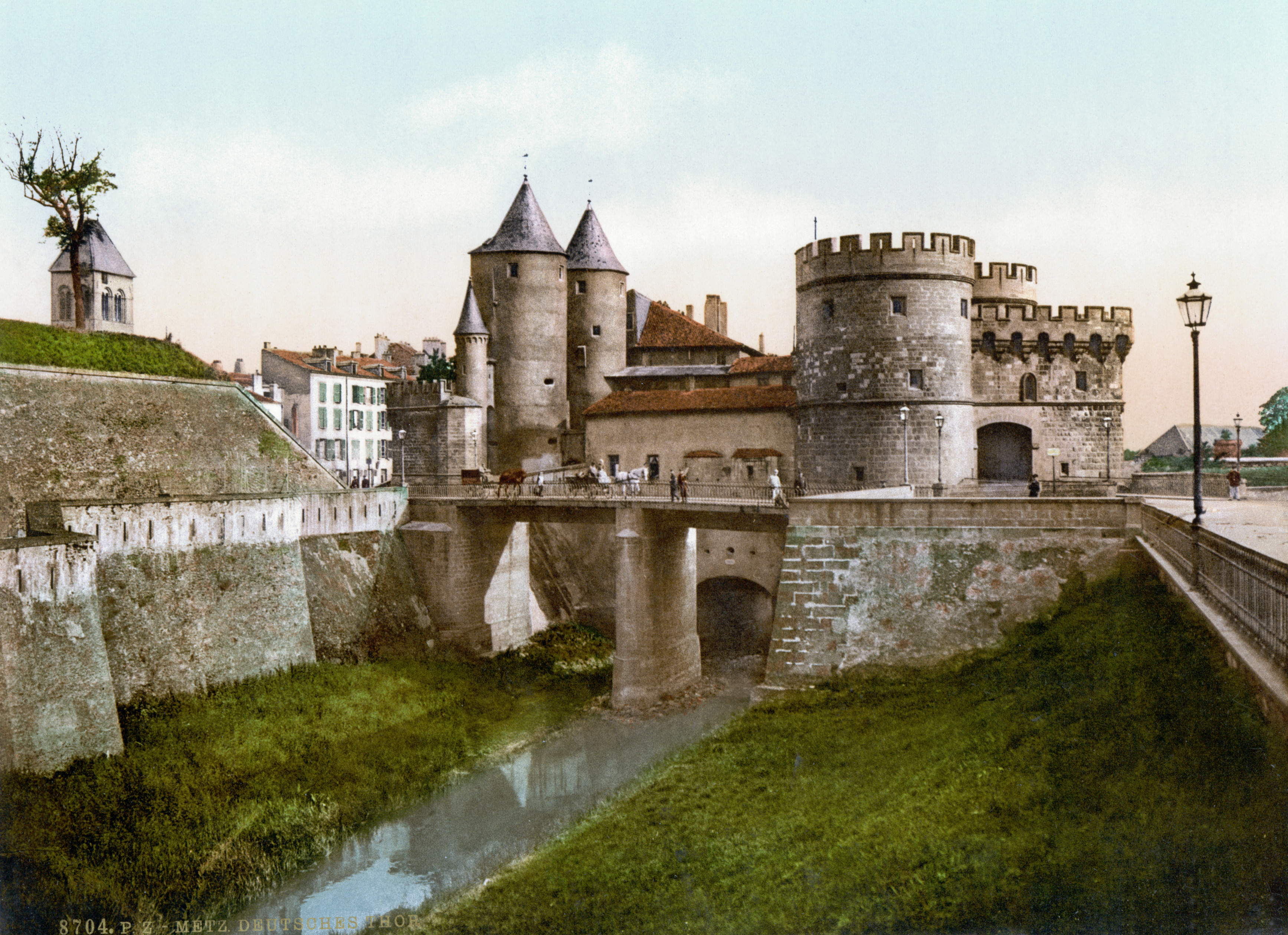
Брама Німців (фр. La porte des Allemands)
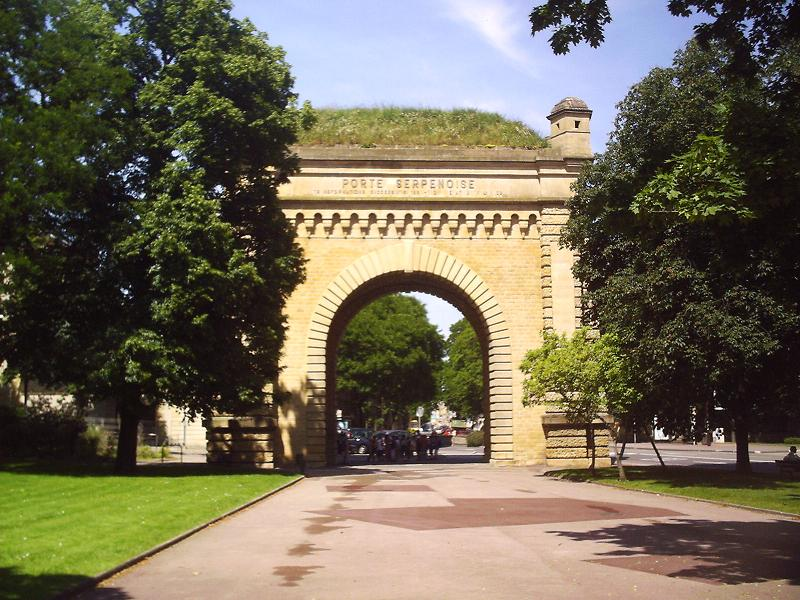
Брама Серпануаз
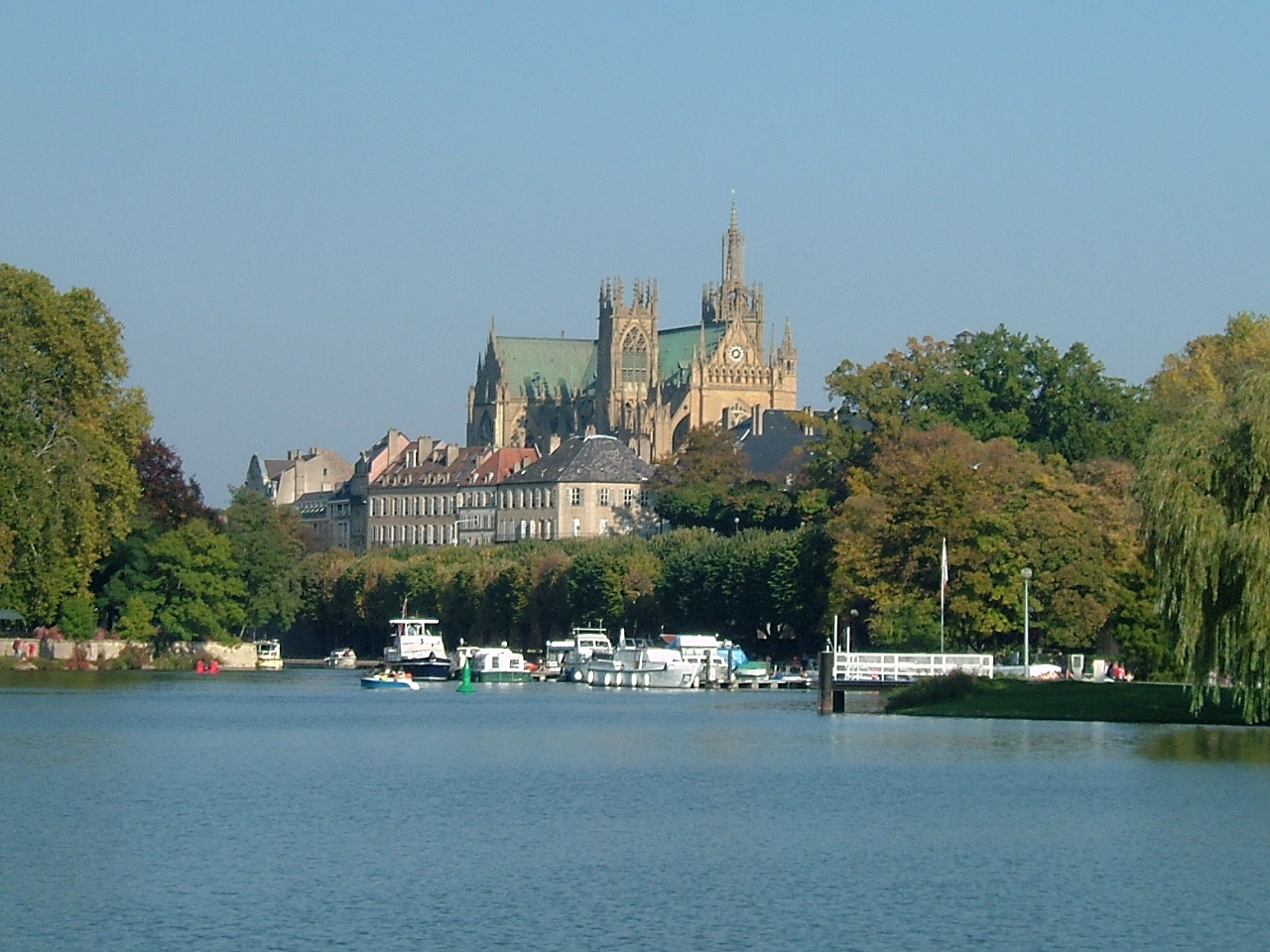
Став Сен-Семфор'єн.

## Уродженці
- Анрі Байо (*1924 — †2000) — французький футболіст, нападник.
- Жан-Армель Кана-Біїк (*1989) — камерунський футболіст, захисник.
- Луї Ле Пренс (1841—1890) — французький винахідник
- Вільгельм Баур де Бетац (1883—1964) — німецький офіцер, генерал-лейтенант люфтваффе
- Жак Шарр'є (* 1936) — французький актор і кінопродюсер.

## Міста-побратими
- Велика Британія, Глостер (англ. Gloucester)
- Чехія, Градец Кралове (чеськ. Hradec Králové)
- США, Канзас-Сіті (англ. Kansas City), Міссурі
- Ізраїль, Карміель (івр. כַּרְמִיאֵל)
- Франція, Сен-Дені (фр. Saint-Denis), Реюньйон
- Німеччина, Трір (нім. Trier)
- КНР, Їчан (кит. 宜昌, піньїнь: Yíchāng)
- Україна, Чернівці

## Цікаві факти
У місті-побратимі Чернівцях є вулиця Міста Мец.